# Hans Eckebrecht von Stockhausen
Hans Eckebrecht von Stockhausen (* 17. Januar 1854 in Abgunst (Trendelburg); † 18. Oktober 1923 ebenda)  war ein deutscher Politiker und Mitglied des Preußischen Abgeordnetenhauses.

## Leben
Hans Eckebrecht von Stockhausen entstammte dem Adelsgeschlecht von Stockhausen und wurde als Sohn des Gutsherrn Hans Ernst von Stockhausen (1807–1854) und dessen Ehefrau Charlotte Sudendorf (1813–1875) geboren.
Nach einem Landwirtschaftsstudium an der Universität Halle und einer praktischen Ausbildung erwarb er das Rüstzeug für eine erfolgreiche Weiterführung des elterlichen Gutshofes in Abgunst.
Er betätigte sich politisch und wurde im Landkreis Kassel Mitglied des Kreis- und Bezirksausschusses, Beigeordneter sowie Kreisdeputierter.
Als Mitglied des Landesökonomiekollegiums wurde er Vorsitzender der Landwirtschaftskammer und war 1891 als Vertreter der Arbeitgeber in der Selbstverwaltung der Landesversicherungsanstalt Hessen-Nassau und in der Genossenschaftsversammlung der Hessen-nassauischen landwirtschaftlichen Berufsgenossenschaften.
1903 kandidierte er ohne Erfolg für den Wahlkreis Kassel 6 für die Deutschkonservative Partei für den Deutschen Reichstag.
1908 wurde er für den Wahlkreis Kassel-Witzenhausen Mitglied des Preußischen Abgeordnetenhauses. Dieses Mandat hatte er bis 1913 inne. Durch eine Nachwahl am 17. Juli 1918 für den verstorbenen Karl Rabe von Pappenheim kam er für den Wahlkreis Hofgeismar-Wolfhagen erneut ins Abgeordnetenhaus. ´